# Kamernscher See und Trübengraben
Der Kamernscher See und Trübengraben ist ein FFH-Gebiet in dem Gemeinden Wust-Fischbeck, Schönhausen (Elbe), Klietz und Kamern im Landkreis Stendal in Sachsen-Anhalt.

## Allgemeines
Das FFH-Gebiet ist circa 232 Hektar groß und umfasst linienhafte Teile mit einer Gesamtlänge von circa 54 Kilometern (beim Bundesamt für Naturschutz ist die Größe mit 284 Hektar angegeben). Das Gebiet grenzt im Westen an das FFH-Gebiet „Elbaue zwischen Sandau und Schönhausen“ bzw. EU-Vogelschutzgebiet „Elbaue Jerichow“ und im Norden an das FFH-Gebiet „Jederitzer Holz östlich Havelberg“ bzw. EU-Vogelschutzgebiet „Untere Havel/Sachsen-Anhalt und Schollener See“, das hier gleichzeitig als Naturschutzgebiet „Jederitzer Holz“ ausgewiesen ist. Das FFH-Gebiet umfasst das Naturdenkmal „Klietzer See (Südteil)“, der nördliche Teil des FFH-Gebietes überlagert sich mit dem Landschaftsschutzgebiet „Untere Havel“ (hier gleichzeitig Bestandteil des Biosphärenreservats Mittelelbe als Teil des Biosphärenreservats Flusslandschaft Elbe). Es ist durch die Landesverordnung zur Unterschutzstellung der Natura 2000-Gebiete im Land Sachsen-Anhalt (N2000-LVO LSA) seit dem 21. Dezember 2018 rechtlich gesichert. Zuständige untere Naturschutzbehörde ist der Landkreis Stendal.

## Beschreibung
Das FFH-Gebiet erstreckt sich am Westrand des Endmoränenzuges Land Schollene im Übergang zur Elbaue und umfasst weite Teile des Gewässersystems des Havelzuflusses Trübengraben einschließlich Klietzer See und Kleiner See bei Klietz und Schönfelder See, Kamernscher See, Rahnsee und Weel bei Kamern. Weiterhin umfasst es Teile der dem Klietzer See zulaufenden Gräben Haidgraben (oberhalb von Wust-Damm auch Haidgraben Wusterdamm genannt) und Hauptgraben mit Horstgraben bzw. Klinkgraben und Keilgraben ab der Landesgrenze zu Brandenburg bzw. etwa der Querung durch die Bundesstraße 188 sowie den dem Schönfelder See zulaufenden Land- und Weidengraben einschließlich Scharlibber See bei Scharlibbe und zwei dem See zulaufende Gräben. Die Uferbereiche der Gewässer sind in das FFH-Gebiet einbezogen. Insbesondere im Bereich von Scharlibber See, Schönfelder See, Kamernschen See, Rahnsee und Weel sind auch flächige an die Gewässer angrenzende Bereiche in das FFH-Gebiet einbezogen.
Die Seen sind als eutrophe Seen mit entsprechenden Pflanzengesellschaften ausgebildet. Der Kamernsche-/Schönfelder See beherbergt beispielsweise Wasserpflanzengesellschaften mit Kanadischer Wasserpest, Rauem Hornblatt und Schlauchalgen, Tausendblatt-Teichrosen-Gesellschaften und Gesellschaften mit Stachelspitzigem Laichkraut und Krebsschere. Weiterhin siedeln hier Spiegelndes, Stumpfblättriges, Durchwachsenes und Haarblättriges Laichkraut und Spreizender Wasserhahnenfuß.
Die Gräben werden teilweise von Gehölzen und Hochstaudenfluren begleitet. Bewaldete Bereiche sind eher kleinflächig als Eichenwald auf Sandebenen und Eichen-Hainbuchenwald, an feuchten Standorten auch Erlen-Eschenwald, zu finden. Die Eichenwälder werden von Stieleiche dominiert. Dazu gesellen sich Waldkiefer, Hängebirke, Espe, Vogelbeere, Flatterulme und Winterlinde. In der Strauchschicht stockt Faulbaum. In der Krautschicht siedeln unter anderem Rotstraußgras, Schlängel- und Rasenschmiele, Behaarte Segge, Zypressenwolfsmilch, Tüpfeljohanniskraut, Gewöhnlicher Dornfarn, Rundblättrige Glockenblume und Waldhabichtskraut. Die Eichen-Hainbuchenwälder werden von Stieleiche, Traubeneiche, Flatterulme, Gemeiner Esche und Schwarzerle aufgebaut. Dazu gesellen sich Hainbuche, Wildbirne, Feldulme und Feldahorn. In der Strauchschicht stocken Hasel, Gewöhnlicher Spindelstrauch und Schlehdorn. In der Krautschicht siedeln unter anderem Waldzwenke, Zittergrassegge, Knaulgras, Rasenschmiele, Waldflattergras und Hainrispengras. In den Erlen-Eschenwäldern stocken Gemeine Esche und Schwarzerle sowie Stieleiche und Hängebirke. In der Strauchschicht stocken Eingriffeliger Weißdorn, Roter Hartriegel und Kreuzdorn. Weiterhin tritt hier als invasiver Neophyt die Robinie auf. In der Krautschicht siedeln Sumpfsegge, Rohrglanzgras und Sumpfschwertlilie sowie auch Waldzwenke, Echte Nelkenwurz, Waldziest und Großes Hexenkraut.
Das Gebiet ist Lebensraum des Bibers sowie Lebensraum und Wanderkorridor des Fischotters. Die Gewässer beherbergen Vorkommen von Rotbauchunke und Moorfrosch. Vereinzelt kommen auch Wechselkröte, Kleiner Wasserfrosch und Kammmolch vor. In den Gräben gibt es in den schlammfreien Abschnitten Vorkommen des Steinbeißers und in den verschlammten Abschnitten Vorkommen des Schlammpeitzgers. Im Kamernschen See und dem Abfluss zum Trübengraben kommt der Bitterling vor. Das Gebiet ist Nahrungshabitat für Fledermäuse, darunter insbesondere Wasserfledermaus und Rauhautfledermaus.